# The First Bloooooming
《the First Bloooooming》은 대한민국의 음악 그룹 카라의 첫 번째 정규 음반이자 데뷔 음반이다. 2007년 3월 29일 CJ 뮤직을 통해 발매되었다.

## 배경
- 3월 29일 - 첫 번째 정규앨범 《the First Bloooooming》 발매
- 3월 29일 - Mnet 엠 카운트다운에서 'Break It' 데뷔무대
- 4월 6일 - 〈Break It〉 뮤직비디오 공개
- 4월 22일 - KBS 뮤직뱅크에서 이효리와 'Break It' & 'Toc Toc Toc' 합동무대
- 6월 8일 - MBC 쇼! 음악중심에서 '맘에 들면 (If U Wanna)' 후속곡 첫 무대
- 6월 13일 - 〈맘에 들면 (If U Wanna)〉 뮤직비디오 공개
- 7월 26일 - 울산 Summer Festival에서 〈Secret World〉 후후속곡 첫 무대 & 팬미팅 겸 생일파티

## 특징과 대표곡
- 2번째 트랙 〈Break It〉은 타이틀곡이다.
- 3번째 트랙 〈맘에 들면 (If U Wanna)〉는 후속곡이다.
- 4번째 트랙 〈Secret World〉는 후후속곡이다.

## 트랙 리스트
| #            | 제목                       | 작사                                               | 작곡         | 재생 시간 |
| ------------ | -------------------------- | -------------------------------------------------- | ------------ | --------- |
| 1.           | 〈못 지킨 말〉             | 김태윤                                             | 김석찬       | 3:53      |
| 2.           | 〈Break It〉               | 이동수, 정니콜(랩)                                 | 한상원       | 3:15      |
| 3.           | 〈맘에 들면 (If U Wanna)〉 | 한상원, 이동수, 이세호(랩), 한승연(랩), 정니콜(랩) | 한상원       | 3:43      |
| 4.           | 〈Secret World〉           | 김희선, 차상민, 한승연(랩), 정니콜(랩)             | 김태현       | 3:20      |
| 5.           | 〈Don't Be Shy〉           | 정미라                                             | AND          | 3:54      |
| 6.           | 〈우리 둘〉                | 한상원, 이동수, 정니콜(랩)                         | 한상원       | 3:17      |
| 7.           | 〈I'll Be There〉          | 방승철                                             | 방승철       | 3:37      |
| 8.           | 〈눈물 지우개〉            | 윤경                                               | 이병준       | 4:03      |
| 9.           | 〈Break It (Inst.)〉       | -                                                  | 한상원       | 3:15      |
| 10.          | 〈못 지킨 말 (Inst.)〉     | -                                                  | 김석찬       | 3:53      |
| 총 재생 시간 | 총 재생 시간               | 총 재생 시간                                       | 총 재생 시간 | 36:15     |